# Нормална държава
„Нормална държава“ е политическа партия в България. Тя е основана през 2016 г. от напусналия БСП Георги Кадиев, който е и настоящ председател на партията.
На президентските избори през 2016 г. партията заявява, че застава зад кандидатурата на Румен Радев на проведения балотаж.
На парламентарните избори през 2023 г. партията участва в коалиция „Левицата!“, с бюлетина №14.